# Monville
Monville is een dorp in de gemeente Hotton in de Belgische provincie Luxemburg.
Deelgemeenten: Fronville · Hampteau · Hotton · Marenne

Overige dorpen: Bourdon · Deulin · Fasol · Melreux · Menil-Favay · Monville · Monteuville · Ny · Werpin

Belgische gemeenten · Arrondissement Marche-en-Famenne · Luxemburg · Wallonië